# Rimantas Mockus
Rimantas Mockus (ur. 1979) – litewski prawnik i urzędnik, od 2024 minister sprawiedliwości.

## Życiorys
Ukończył studia prawnicze na Uniwersytecie Wileńskim. Pracował w wydziale prawnym administracji rejonu miejskiego Wilno. Został też wykładowcą Wileńskiego Kolegium Designu, w 2021 podjął prywatną praktykę adwokacką.
W grudniu 2024 z rekomendacji ugrupowania Świt Niemna objął funkcję ministra sprawiedliwości w nowo utworzonym rządzie Gintautasa Paluckasa.